# 下野田 (さいたま市)
下野田（しものだ）は、埼玉県さいたま市緑区の大字。郵便番号は336-0962。

## 地理
さいたま市緑区東部の大宮台地（鳩ヶ谷支台）上に位置する。浦和美園駅を中心とするみそのウイングシティの一部として区画整理が進み、以前は農地が広がっていた当地も道路が整備され、駅前広場やマンション、戸建住宅が相次いで建設されている。かつては浦和美園駅東側の沖積平野も大字下野田に属したが、2017年2月の町名地番変更で美園の一部となった。そのため、かつて地区中央で台地の縁を流れていた天久保用水は地区の東側を流れている状況に変わった。駅西側では浦和東部第一特定土地区画整理事業が進められており、周辺地区を含め大規模な造成工事が行われている。

## 歴史
もとは江戸期より存在した武蔵国足立郡南部領に属する下野田村であった。元禄年間までに下野田村から高畑村（現、高畑）および玄蕃新田を分村して村域を縮小したものと推定される。
- 発足時は幕府領、1623年（元和9年）より岩槻藩領および幕府領、正保年間（1645年 - 1648年）頃は岩槻藩領および旗本松野氏の知行となる[6]。
- 1697年（元禄10年）より岩槻藩領および旗本松野氏知行分のうち、岩槻藩領分は幕府領となるが、翌年より幕府領は旗本菅沼氏、旗本永見氏、旗本加藤氏、旗本山田氏の知行地となり、旗本松野氏を含めた5氏による相給となる[6]。
- 1868年（慶応4年）6月19日 - 武蔵知県事・山田政則（忍藩士）の管轄となる。
- 1869年（明治2年） 
  - 1月13日 - 武蔵知県事・宮原忠英の管轄区域に大宮県を設置、同県の管轄となる。県庁は東京府馬喰町に置かれる。
  - 9月29日 - 県庁が浦和に置かれ浦和県に改称。
- 1871年（明治4年）11月13日 - 第1次府県統合により埼玉県の管轄となる。
- 1879年（明治12年）3月17日 - 郡区町村編制法により成立した北足立郡に属す。郡役所は浦和宿に設置。
- 1889年（明治22年）4月1日 - 大門町・下野田村・北原村・間宮村・差間村・玄蕃新田が合併し、大門村が発足[7]。大門村の大字下野田となる[6]。
- 1956年（昭和31年） 4月1日 - 野田村・戸塚村・大門村が合併し、美園村が発足[7]、美園村の大字となる。
- 1962年（昭和37年）5月1日 - 美園村のうち、旧大門村の差間・行衛を除く区域と旧野田村の区域が浦和市に、旧戸塚村の区域と旧大門村の差間・行衛が川口市にそれぞれ編入される[7][8]。浦和市の大字となる。
- 1970年（昭和45年）8月18日 - 一部を事業区域に含む[9]大門上・下野田特定土地区画整理事業の都市計画決定が告示される[10]。
- 1995年（平成7年）3月3日 - 大門上・下野田特定土地区画整理事業の事業計画決定が告示される[10]。
- 1999年（平成11年）6月4日 - 一部を事業区域に含む[5][11]浦和東部第一特定土地区画整理事業・浦和東部第二特定土地区画整理事業・大門下野田特定土地区画整理事業の都市計画決定が告示される[10]。
- 2001年（平成13年）
  - 3月5日 - 浦和東部第二特定土地区画整理事業の事業計画決定が告示される[10]。
  - 3月27日 - 浦和東部第一特定土地区画整理事業の事業計画決定が告示される[10]。
  - 5月1日 - 浦和市・大宮市・与野市が合併し、さいたま市が発足。さいたま市の大字となる。
- 2003年（平成15年）4月1日 - さいたま市が政令指定都市に移行し、同市緑区の大字となる。
- 2014年（平成26年）3月3日 - 大門下野田土地区画整理事業の事業計画決定が告示される[10]。
- 2017年（平成29年）2月18日 - 浦和東部第二特定土地区画整理事業の換地処分が前日に行われた[10]ことに伴い、町名地番変更が行われ、大字南部領辻・大字中野田・大字高畑・大字寺山・大字大門・大字下野田・大字玄蕃新田の各一部から美園一丁目・三丁目 - 六丁目が成立[12][13]。

## 世帯数と人口
2017年（平成29年）9月1日時点の世帯数と人口は以下の通りである。
| 大字   | 世帯数  | 人口  |
| ------ | ------- | ----- |
| 下野田 | 338世帯 | 769人 |

## 小・中学校の学区
市立小・中学校に通う場合、学区（校区）は以下の通りとなる。
| 区域 | 小学校                 | 中学校                 |
| ---- | ---------------------- | ---------------------- |
| 全域 | さいたま市立大門小学校 | さいたま市立美園中学校 |

## 交通

### 鉄道
埼玉高速鉄道
- 浦和美園駅（駅の所在地は美園四丁目）

### 道路
- 国道463号越谷浦和バイパス（新浦和越谷線）
- 国道122号岩槻鳩ヶ谷バイパス - 南西部でかすめる。
- 大門中野田線
- 浦和美園駅西口駅前通線
- 美園3号線

## 寺社・史跡
- 円徳寺
- 下野田稲荷神社
- 下野田本村遺跡
- 下野田稲荷原遺跡

## 施設
- 下野田自治会館
- 美園にじのこ保育園
- ブライト保育園浦和美園
- 美園西口ふれあい公園
- 下野田緑地